# Villatalla
Villatalla è una frazione di 71 abitanti del comune di Prelà, in provincia di Imperia. Fino al 1928 fu comune autonomo.

## Storia
Il territorio, così come l'odierno capoluogo comunale di Prelà, fu un antico possedimento dei vescovi di Albenga. Nel corso del XII secolo, così come altri centri vicini della valle del Maro e del Prino, fu assoggettato ai marchesi di Clavesana e successivamente ai conti di Ventimiglia (1233); quest'ultimi erano già gli organi preposti alla riscossione delle decime per conto del clero ingauno.
Il territorio di Villatalla fu compreso poi nella castellania di Pietralata Superiore - con centro a Prelà Castello e giurisdizione su Pantasina, Pianavia, Vasia, Moltedo - che passò all'amministrazione dei Grimaldi e, nel 1455, della famiglia Doria. Unita alla castellania di Pietralata Inferiore, la proprietà passò poi ai fratelli Ceva, a Giacomo Doria e ancora al conte Tebaldo Lascaris di Ventimiglia; con l'acquisto nel 1579 da parte del duca Emanuele Filiberto di Savoia, tutto il territorio di Prelà e borghi annessi fu assoggettato al Ducato di Savoia e, con il successivo Regno di Sardegna, dal 1723 compreso nella provincia di Oneglia.
Con la dominazione napoleonica Villatalla si costituì in municipalità che fu compresa dal 1801 tra i confini della Repubblica Ligure inserendosi nel cantone degli Ulivi della giurisdizione degli Ulivi (capoluogo Oneglia e Porto Maurizio come capo cantone). Dal 1805 al 1814 con il Primo Impero francese, tra accorpamenti municipali e nuove modifiche, tutto il territorio fu inserito sotto il cantone di Oneglia del Dipartimento di Montenotte. Alla caduta di Napoleone, il congresso di Vienna del 1814 stabilì l'annessione nel Regno di Sardegna che inquadrò questa parte del territorio nella provincia di Oneglia; nel 1818 rientrò nel mandamento di Prelà della provincia di Oneglia, nella divisione di Nizza. Con il passaggio nel successivo Regno d'Italia, dal 1859 al 1926 il comune di Villatalla fu compreso nel III mandamento di Dolcedo del circondario di Porto Maurizio facente parte della provincia di Nizza (poi provincia di Porto Maurizio e, dal 1923, di Imperia).
Il regio decreto del 1928 sancì la soppressione del comune di Villatalla e l'unione, come frazione, al territorio comunale di Prelà.

## Monumenti e luoghi d'interesse

### Architetture religiose
- Chiesa parrocchiale di San Michele. La chiesa fu progettata da Angelo Battarello nel 1671[2] che andò a trasformare l'antico edificio di culto risalente al XV secolo[2] che subì, in data non precisata, il crollo del campanile[2]. Murato sopra l'ingresso laterale vi è la presenza di un architrave scolpito risalente al 1470[2] e, sempre della fabbrica originaria, tracce di colonne collocate sul sagrato e la vasca battesimale. Il polittico Madonna con santi è opera del pittore Agostino da Casanova, risalente al 1540[2].
- Oratorio di San Giovanni Battista, eretto in stile barocco.
- Santuario della Madonna della Neve, situato nel bosco sopra la frazione. La chiesa è ornata da due architravi in pietra del 1520[2] e del 1521[2], scolpiti con i simboli degli Evangelisti con Cristo benedicente e le figure della Madonna col Bambino, angeli, san Michele Arcangelo e sant'Antonio abate.
- Chiesetta campestre di Santa Marta, a nord della frazione.
- Chiesetta campestre di San Bernardo, a nord della frazione.

## Economia
L'economia del paese è legata principalmente all'agricoltura, specialmente all'olivicoltura.